# Rhodamnia uniflora
Rhodamnia uniflora är en myrtenväxtart som först beskrevs av Henry Nicholas Ridley, och fick sitt nu gällande namn av Isaac Henry Burkill. Rhodamnia uniflora ingår i släktet Rhodamnia och familjen myrtenväxter. Inga underarter finns listade i Catalogue of Life.